# Detlef Zedler
Detlef Zedler (* 27. Juli 1953) ist ein ehemaliger deutscher Fußballspieler.

## Sportlicher Werdegang
Zedler stieß 1978 von Eintracht Recklinghausen, wo er in der drittklassigen Verbandsliga Westfalen unter anderem an der Seite von Lothar Woelk gespielt hatte, zum seinerzeitigen Zweitligisten Rot-Weiß Lüdenscheid. Am zweiten Spieltag der Spielzeit 1978/79 debütierte er unter Trainer Herbert Burdenski im Profibereich, als er bei der 2:4-Auswärtsniederlage bei Rot-Weiss Essen in der Startformation stand und wenige Minuten nach dem 1:2-Anschlusstreffer Hubert Clute-Simons Mitte der zweiten Halbzeit für Hans Vogelsang als weiteren Zweitligadebütanten weichen musste. Im weiteren Verlauf der Spielzeit schwankte er zwischen Startelf und Ersatzbank. Dabei hatte er zwischenzeitlich im Herbst bis Jahresende 1978 einen Stammplatz inne, als die Mannschaft zwischen dem 15. und 19. Spieltag nur eins der fünf Ligaspiele verlor und anschließend den letzten Tabellenplatz verließ. Sein letztes von zwölf Zweitligaspielen bestritt er am 18. Februar 1979, als die Mannschaft bei Alemannia Aachen mit einer 2:5-Niederlage den Platz verließ. Sein einziges Pflichtspieltor für den Klub erzielte er bei der 1:4-Erstrundenniederlage im Wettbewerb um den DFB-Pokal 1978/79 als er die Mannschaft gegen den Bundesligisten und amtierenden Deutschen Meister 1. FC Köln zwischenzeitlich in Führung gebracht hatte. Am Saisonende schaffte der Klub aufgrund der Lizenzentzüge für Westfalia Herne und den FC St. Pauli auf dem vorletzten Tabellenplatz liegend den Klassenerhalt. Die Statistik führt jedoch keine weiteren Profispiele für Zedler für den Klub, mögliche weitere Karrierestationen sind unbekannt.